# Resilina
La resilina es una proteína elastomérica que se encuentra en muchos insectos y otros artrópodos. Proporciona elasticidad suave como el caucho a órganos y tejidos mecánicamente activos; por ejemplo, permite a los insectos de muchas especies saltar o girar sus alas de manera eficiente. La resilina fue descubierta por primera vez por Torkel Weis-Fogh en las bisagras de las alas de langosta.
La resilina es actualmente la proteína elástica conocida más eficiente. Se ha informado que la eficiencia elástica de la resilina aislada del tendón de la langosta es del 97% (solo el 3% de la energía almacenada se pierde en forma de calor). No tiene ninguna estructura regular, pero sus cadenas enrolladas aleatoriamente están reticuladas por enlaces de di- y tri- tirosina en el espaciamiento adecuado para conferirle la elasticidad necesaria para impulsar algunos insectos saltadores a distancias de hasta 38 veces su longitud (como las pulgas). La resilina debe durar toda la vida de los insectos adultos y, por lo tanto, debe funcionar durante cientos de millones de extensiones y contracciones; su eficiencia elástica garantiza el rendimiento durante la vida del insecto. La resilina exhibe un comportamiento elastomérico inusual solo cuando se hincha en solventes polares como el agua.
En 2005, se sintetizó una forma recombinante de la proteína resilina de la mosca Drosophila melanogaster expresando una parte del gen de la mosca en la bacteria Escherichia coli. Se están realizando estudios activos para investigar la posible aplicación de resilinas recombinantes en la ingeniería biomédica y la medicina.

## Frecuencia
Después de su descubrimiento en los tendones elásticos de las libélulas y en las bisagras de las alas de las langostas, la resilina se ha encontrado en muchas estructuras y órganos de los artrópodos.  Se encuentra a menudo como un compuesto con quitina en la cutícula de los insectos, donde la quitina actúa como componente estructural. La resilina proporciona elasticidad y posiblemente otras propiedades. Se ha descubierto en la bomba salival de los redúvidos (Rhodnius prolixus ), las moscas tsé-tsé y las abejas melíferas, y en el mecanismo que proporciona resistencia a la bomba dispensadora de veneno de los aguijones de las abejas melíferas. También se ha encontrado resilina en los órganos de producción de sonido de los artrópodos, como las cigarras y la familia de polillas Pyralidae, donde tanto la alta elasticidad como la gran resiliencia de la resilina juegan un papel importante debido a los rápidos ciclos de liberación de estrés de los timbales productores de sonido. Además de estas estructuras, la resilina existe más ampliamente en los sistemas de locomoción de los artrópodos. Se descubrió en las bisagras de las alas para permitir la recuperación de la deformación de los elementos del ala y para amortiguar las fuerzas aerodinámicas sentidas por el ala; en los sistemas ambulatorios de cucarachas y moscas para facilitar la deformación rápida de las articulaciones; en los mecanismos de salto, la resilina almacena energía cinética con gran eficiencia y la libera al descargarse. También es abundante en la cutícula que rodea el abdomen de las termitas, hormigas y abejas, que se expande y se hincha en gran medida durante el proceso de alimentación y reproducción. 

## Composición

### Aminoácidos

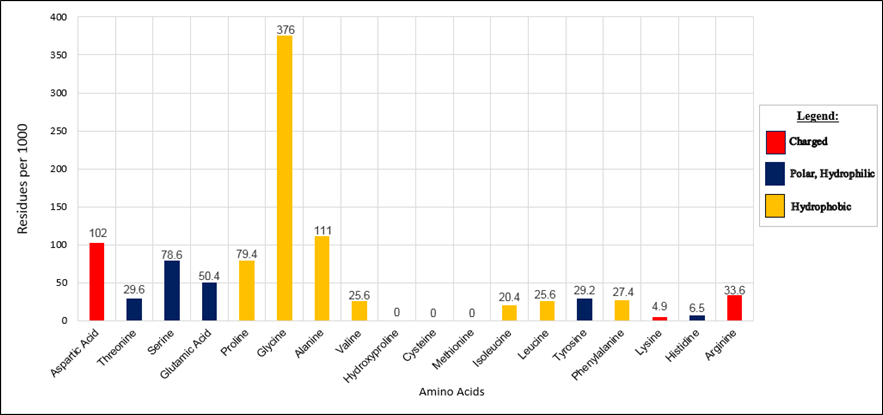
Composición de aminoácidos de la resilina

La composición de aminoácidos en la resilina fue analizada en 1961 por Bailey y Torkel Weis-Fogh cuando observaron muestras de ligamentos de las bisagras del brazo prealar y del ala de langostas. El resultado indica que la resilina carece de los componentes metionina, hidroxiprolina y cisteína en su composición de aminoácidos. 

### Secuencia de proteína
Se identificó que la resilina es un producto del gen CG15920 de Drosophila melanogaster debido a las similitudes entre las composiciones de aminoácidos de la resilina y el producto del gen.  El gen de Drosophila melanogaster está compuesto por 4 exones, que codifican 4 segmentos funcionales en CG15920: péptido señal y 3 péptidos codificados por los exones 1, 2 y 3.  El péptido señal guía la proresilina hacia el espacio extracelular, donde las proteínas resilina se agregan y se unen para formar una red, y luego se separa de los péptidos, de modo que la resilina naciente se convierte en resilina madura. Desde el extremo N, el segmento codificado por el exón 1 contiene 18 copias de una secuencia repetida de 15 residuos (GGRPSDSYGAPGGGN); el segmento correspondiente al exón 2 contiene 62 aminoácidos de la secuencia de consenso Rebers-Riddiford (RR) de unión a quitina (Pfam PF00379 ); el péptido codificado del exón 3 está dominado por 11 copias de una secuencia repetida de 13 residuos (GYSGGRPGGQDLG). Mientras que la glicina y la prolina enriquecidas en los exones 1 y 3 introducen estructuras cíclicas en la proteína, los residuos de tirosina pueden formar enlaces cruzados de di- y tri -tirosina entre las proteínas.

### Estructura secundaria

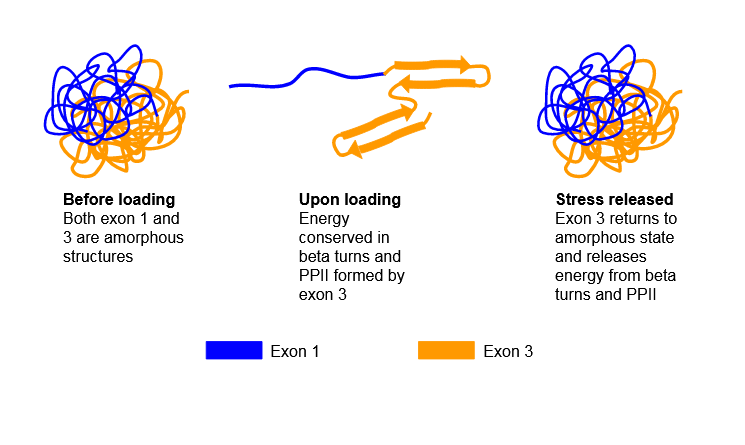
El mecanismo de acción de la resilina

La resilina es una proteína desordenada, sin embargo, sus segmentos pueden adoptar estructuras secundarias en diferentes condiciones. Se descubrió que la secuencia peptídica codificada por el exón 1 presenta una forma no estructurada y no puede cristalizarse, lo que permite que el segmento de la secuencia peptídica sea muy suave y altamente flexible. El péptido codificado por el exón 3 adquiere una forma no estructurada antes de la carga, pero se transforma en una estructura de giro beta ordenada una vez que se aplica estrés. Mientras tanto, el segmento codificado por el exón 2 sirve como dominio de unión a la quitina.  Se considera que cuando se aplica estrés o hay un aporte de energía, el péptido codificado por el exón 1 responde inmediatamente debido a su alta flexibilidad. Una vez que esto ocurre, la energía pasa al péptido codificado en el exón 3, que se transforma de la forma no estructurada a la estructura de giro beta para almacenar energía. Una vez que se elimina el estrés o la energía, el segmento codificado del exón 3 revierte la transformación estructural y envía la energía al segmento codificado del exón 1. 
Otra estructura secundaria que pueden adoptar los péptidos correspondientes al exón 1 y al exón 3 es la hélice de poliprolina (PPII), indicada por la alta presencia de prolina y glicina en estos dos segmentos. La estructura PPII existe ampliamente en proteínas elastoméricas, como la abductina, la elastina y la titina.  Se cree que contribuye al proceso de autoensamblaje y a la elasticidad de la proteína.  Se propone que el mecanismo elástico de la resilina esté relacionado con la entropía. En estado relajado, el péptido está plegado y posee una gran entropía, pero una vez que se estira, la entropía disminuye a medida que el péptido se despliega. La coexistencia de PPII y el giro beta desempeñan un papel importante en el aumento de la entropía a medida que la resilina vuelve a su forma desordenada.  La otra función del PPII es facilitar el proceso de autoensamblaje: se ha descubierto que el PPII cuasi-extendido es capaz de interactuar a través de una reacción intermolecular e iniciar la formación de una estructura supramolecular fibrilar. 

### Estructura jerárquica
Mientras que las estructuras secundarias están determinadas por el estado energético y los enlaces de hidrógeno formados entre los aminoácidos, las estructuras jerárquicas lo son por la hidrofobicidad del péptido. El péptido codificado por el exón 1 es principalmente hidrófilo y se extiende más cuando se sumerge en agua.  Por el contrario, el péptido codificado por el exón 3 contiene bloques hidrofóbicos e hidrofílicos, lo que sugiere la formación de micelas, donde el bloque hidrofóbico se agrupará en el interior con la porción hidrofílica rodeándolo.  De esta manera, una única proteína resilina completa, cuando se sumerge en agua, adquiere una estructura en la que el segmento codificado por el exón 1 se extiende desde las formas del péptido codificado por el exón 3 de la micela. 
Una vez que la resilina se transfiere al exterior de la célula, sus péptidos codificados en el exón 2, los segmentos de unión a la quitina, se unen a la quitina.  Mientras tanto, la reticulación de di- o tri-tirosina se forma por acoplamiento oxidativo, mediado por la peroxidasa, entre residuos de tirosina.  Al igual que otras proteínas elastoméricas, el grado de reticulación en la resilina es bajo, lo que garantiza una baja rigidez y una alta resiliencia. Los péptidos reticulados codificados por el exón 1 tienen una resiliencia superior al 93%, mientras que el codificado por el exón 3 tiene una resiliencia del 86%. Además, la resilina natural tiene una resiliencia del 92%, similar a la del exón 1, lo que sugiere nuevamente que el exón 1 puede desempeñar un papel más importante en la propiedad elástica de la resilina. 

### Residuos de tirosina en la resilina
Neville Andersen descubrió en 1996 que los residuos de tirosina están involucrados en enlaces cruzados químicamente covalentes en muchas formas, como ditirosina, tritirosina y tetratirosina.  Principalmente, en la resilina, la tirosina y la ditirosina sirven como enlaces químicos cruzados, en los que los grupos R de tirosina y ditirosina se suman a la estructura principal de la cadena peptídica en crecimiento.  Andersen llegó a esta conclusión basándose en un estudio que involucraba estos dos compuestos en el que pudo descartar otras formas de reticulación, como puentes disulfuro, grupos éster y enlaces amida.  Aunque se entiende que el mecanismo de reticulación de la tirosina ocurre a través de la iniciación radical, la reticulación de la resilina sigue siendo un misterio. La reticulación de la resilina se produce muy rápidamente y esto posiblemente sea resultado de la temperatura. A medida que aumenta la temperatura, la tasa de reticulación de los residuos aumenta y conduce a una red de resilina altamente reticulada. 
La composición de aminoácidos de la resilina indica que la prolina y la glicina tienen una presencia relativamente alta en la composición de aminoácidos de la resilina. Esta presencia contribuye en gran medida a la elasticidad de la resilina.  Sin embargo, la resilina carece de una hélice alfa, lo que da lugar a una estructura enrollada aleatoriamente y desordenada.  Esto se debe principalmente al contenido significativamente alto de prolina en la resilina. La prolina es un aminoácido voluminoso que tiene la capacidad de provocar una torcedura en la cadena peptídica y, debido a las cadenas laterales impedidas estéricamente, no puede encajar en las hélices alfa. Sin embargo, los segmentos de resilina pueden adoptar formas de estructura secundaria en diferentes condiciones.

## Propiedades
Al igual que otros biomateriales, la resilina es un hidrogel, lo que significa que está hinchado con agua. El contenido de agua de la resilina a pH neutro es del 50-60%, y la ausencia de esta agua hará una gran diferencia en las propiedades del material: mientras que la resilina hidratada se comporta como un caucho, la resilina deshidratada tiene las propiedades de un polímero vítreo.  Sin embargo, la resilina deshidratada puede volver a su estado gomoso si hay agua disponible. El agua actúa como plastificante en la red de resilina al aumentar la cantidad de enlaces de hidrógeno.  La alta concentración de prolina y glicina, hélices de poliprolina y porciones hidrófilas sirven para aumentar el contenido de agua en la red de proteínas resilina. El aumento de los enlaces de hidrógeno conduce a un aumento de la movilidad de la cadena, disminuyendo así la temperatura de transición vítrea. Cuanto mayor sea el contenido de agua en la red de resilina, menos rígido y más resistente será el material. La resilina deshidratada se comporta como un polímero de vidrio con baja rigidez, deformación y resiliencia, pero un módulo de compresión y una temperatura de transición vítrea relativamente altos. 
Las proteínas similares al caucho, como la resilina y la elastina, se caracterizan por su alta resiliencia, baja rigidez y gran capacidad de deformación.  Una alta resiliencia indica que se puede almacenar una cantidad suficiente de energía en el material y liberarla posteriormente. Un ejemplo de entrada de energía es estirar el material. La resilina natural (hidratada) tiene una resiliencia del 92%, lo que significa que puede almacenar el 92% de la energía aportada para liberarla durante la descarga, lo que indica una transferencia de energía muy eficiente. Para comprender mejor la rigidez y la deformación de la resilina, se debe tener en cuenta la Ley de Hooke. Para los resortes lineales, la Ley de Hooke establece que la fuerza requerida para deformar el resorte es directamente proporcional a la cantidad de deformación por una constante que es la característica del resorte. Un material se considera elástico cuando puede deformarse en gran medida con una cantidad limitada de fuerza. La resilina hidratada tiene un módulo de tracción de 640-2000 kPa, un módulo de compresión libre de 600-700 kPa y una deformación hasta la rotura del 300%. 
| Propiedades               | Resilina hidratada | Resilina deshidratada |
| ------------------------- | ------------------ | --------------------- |
| Módulo elástico           | 588 kPa            | -                     |
| Módulo de compresión      | 600-700 kPa        | 10.200 ± 2 % kPa      |
| Módulo de tracción        | 640-2000 kPa       | -                     |
| Resistencia a la tracción | 4 MPa              | -                     |
| Tensión máxima            | 300%               | -                     |
| Resiliencia               | 92%                | -                     |
| Tg °                      | <37 °C             | >180 °C               |

Aunque no se han adquirido datos reales sobre la vida útil por fatiga de la resilina, podemos pensar en ello intuitivamente. Si consideramos el caso de las abejas melíferas, que viven alrededor de 8 semanas durante las cuales vuelan 8 horas al día, batiendo sus alas a un ritmo de 720.000 ciclos/h, es probable que agiten sus alas más de 300 millones de veces. Dado que la resilina funciona durante toda la vida de los insectos, su vida útil por fatiga debería ser considerablemente grande. Sin embargo, en los insectos vivos, la molécula de resilina puede producirse y reemplazarse constantemente, lo que introduce un error en la conclusión.

## Resilina recombinante

### Estudios iniciales
Debido a la notable elasticidad del caucho de la resilina, los científicos comenzaron a explorar versiones recombinantes para una variedad de materiales y aplicaciones médicas. Con el auge de las tecnologías del ADN, este campo de investigación ha experimentado un rápido aumento en la síntesis de polímeros proteicos biosintéticos que pueden ajustarse para tener ciertas propiedades mecánicas. Por tanto, este campo de investigación es bastante prometedor y puede proporcionar nuevos métodos para tratar enfermedades y trastornos que afectan a la población. La resilina recombinante se estudió por primera vez en 2005 cuando se expresó en Escherichia coli a partir del primer exón del gen CG15920 de Drosophila melanogaster.  Durante su estudio, se sintetizó resilina pura en un hidrogel con un 20% de masa proteica y se reticuló con tirosina catalizada con rutenio en presencia de luz ultravioleta.  Esta reacción produjo resilina recombinante (rec1-Resilin). 
Uno de los aspectos más importantes para una síntesis exitosa de rec1-Resilina es que sus propiedades mecánicas coincidan con las de la resilina original (resilina nativa). En el estudio indicado anteriormente, se utilizaron microscopía de sonda de barrido (SPM) y microscopía de fuerza atómica (AFM) para investigar las propiedades mecánicas de rec1-Resilin y resilina nativa.  Los resultados de estas pruebas revelaron que la resiliencia de la resilina recombinante y la nativa eran relativamente similares pero pueden diferir en sus aplicaciones.  En este estudio, rec1-Resilin podría colocarse en un andamio polimérico para imitar la matriz extracelular con el fin de generar respuestas celulares y tisulares. Aunque este campo de investigación aún está en curso, ha generado un gran interés en la comunidad científica y actualmente se está investigando para una variedad de aplicaciones biomédicas en áreas de regeneración y reparación de tejidos.

### Fluorescencia de la resilina recombinante
Una propiedad única de rec1-Resilin es su capacidad de ser identificada debido a la autofluorescencia. La fluorescencia de la resilina proviene principalmente de la ditirosina, que es el resultado de enlaces cruzados de residuos de tirosina. Cuando la luz ultravioleta irradia una muestra de rec1-Resilina con emisiones de 315 nm a 409 nm, la rec1-Resilina comienza a mostrar fluorescencia azul.  En la siguiente figura de una pulga se muestra un ejemplo de la fluorescencia azul exhibida por los residuos de ditirosina en la resilina.

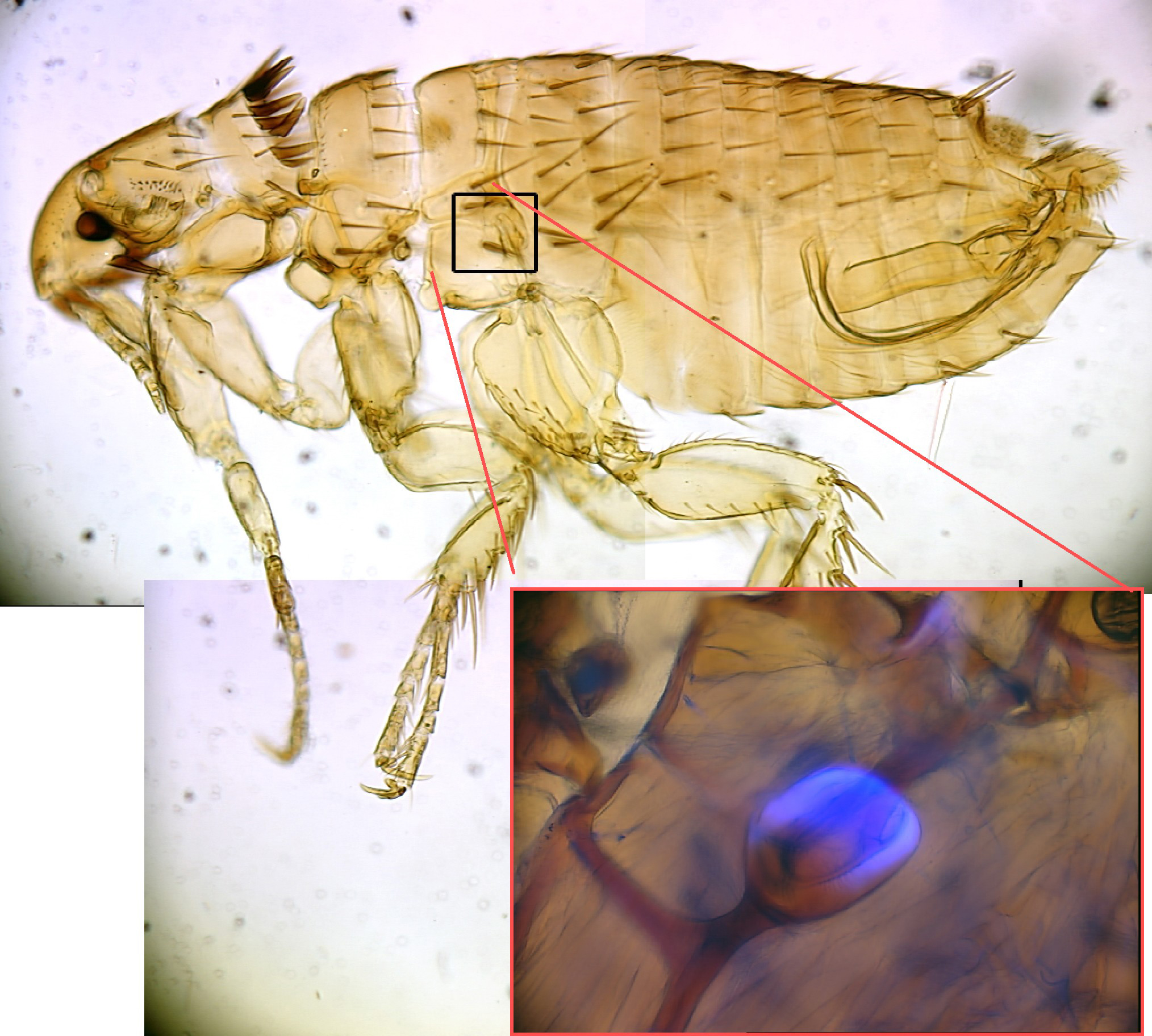
Imagen de CSIRO de una pulga con detalle que muestra la almohadilla de resilina

### Resiliencia
Otra propiedad única de la resilina es su alta resiliencia. La resilina recombinante demostró excelentes propiedades mecánicas similares a las de la resilina pura. Elvin et al. se propusieron comparar la resiliencia de rec1-Resilin con otros cauchos, para lo cual utilizaron un microscopio de sonda de barrido. Este estudio comparó la resiliencia de rec1-Resilin con dos tipos diferentes de caucho: caucho de clorobutilo y caucho de polibutadieno, ambos cauchos con altas propiedades de resiliencia.  Este estudio concluyó que rec1-Resilin tenía una resiliencia del 92 % en comparación con el caucho de clorobutilo con un 56 % y el caucho de polibutadieno con un 80 %, respectivamente.  Con una resiliencia mecánica tan alta, las propiedades de rec1-Resilin se pueden emplear en otras aplicaciones clínicas dentro del campo de la ingeniería de materiales y la medicina. Este estudio sobre la resilina recombinante ha dado lugar a varios años de investigación sobre el uso de proteínas similares a la resilina para varias aplicaciones biomédicas que conservan las propiedades mecánicas de la resilina. Los resultados actuales de los estudios que involucran resilina recombinante pueden conducir a investigaciones adicionales en las que se puedan investigar otras propiedades mecánicas y estructuras químicas inexploradas de la resilina.

### Aplicaciones clínicas
Se han estudiado las resilinas recombinantes para su posible aplicación en los campos de la ingeniería biomédica y la medicina. En particular, los hidrogeles compuestos de resilinas recombinantes se han utilizado como andamios de la ingeniería de tejidos para tejidos mecánicamente activos, incluidos los tejidos cardiovasculares, de cartílago y de cuerdas vocales. Los primeros trabajos se han centrado en optimizar las propiedades mecánicas, la química y la citocompatibilidad de estos materiales, pero también se han realizado algunas pruebas in vivo de hidrogeles de resilina.  Investigadores de la Universidad de Delaware y la Universidad de Purdue han desarrollado métodos para crear hidrogeles elásticos compuestos de resilina que eran compatibles con las células madre y mostraban una elasticidad de caucho similar a la de la resilina natural.     También se han descrito hidrogeles semisintéticos a base de resilina, que incorporan polietilenglicoles). 